# Суперники (фільм)
«Суперники» (англ. Challengers) — американська спортивна трагікомедія 2024 року. Режисером картини є італієць Лука Гуаданьїно, сценарист — Джастін Куріцкіс. Головні ролі виконали Зендея, Джош О'Коннор та Майк Фейст. 
Події фільму розгортаються навколо любовного трикутника між травмованою тенісною зіркою, яка стала тренером (Зендая), її колишнім хлопцем, тенісистом, який набирає низькі бали (О'Коннор), та її чоловіком-чемпіоном з тенісу (Фейст) протягом тринадцяти років їхніх спільних стосунків, кульмінацією яких є матч двох останніх на турнірі Тур ATP Challenger.
Прем'єра відбулась 24 березня 2024 року у Сіднеї, у прокату в США фільм вийшов 24 квітня 2024 року. Фільм отримав вкрай високі відгуки критиків та зібрав понад 94 мільйони доларів по всьому світі.

## Сюжет
2006 року друзі Патрік Цвейг та Арт Дональдсон виграють титул серед юнаків у парному розряді на Відкритому чемпіонаті США з тенісу. Вони спостерігають за матчем Таші Дункан, висхідної зірки тенісу, в яку обидва закохані. На вечірці Арт та Патрік отримують поцілунки від Таші та обіцянку свого телефонного номера тому, хто переможе у фіналі. Переможець Патрік повідомляє Арту про те, що мав секс із Таші.
Згодом Таші та Арт грають у теніс у Стенфордському університеті, а Патрік стає професіоналом й починає стосунки з Таші на відстані.
Рік 2019-й. Заможня пара Таші та Арт виховують маленьку донечку. У турнірі Великого шолома беруть участь Арт, у якого складнощі через вік та травму, і Патрік, який просить Таші його підготуватитренувати до сезону. Вона відмовляється, проте зберігає папірець із його номером телефону. Арт і Патрік рухаються по турнірній сітці, допоки не опиняться один проти одного у фіналі. За день до фінального матчу Патрік робить спробу відновити стосунки з Артом, але той йому відмовляє.
Увечері перед фіналом Арт заявляє Таші про свої плани завершити кар'єру у кінці сезону незалежно від результату. Таші це не подобається, й тієї ночі вона таємно зустрічається із Патріком із проханням врятувати їх із Артом шлюб.
Під час гри Патрік виграє перший сет, Арт — другий. Патрік повідомляє що переспав напередодні із Таші, й приголомшений Арт дозволяє Патріку зрівняти із ним рахунок гри. Під час тай-брейку суперники стрибають на льоту у сітку, обіймаються. Таші зіскакує зі свого місця.

## Актори
- Зендея — Таші Дункан
- Джош О'Коннор — Патрік Цвейг
- Майк Фейст — Арт Дональдсон

## Виробництво
У лютому 2022 року було оголошено, що компанія «Metro-Goldwyn-Mayer» замовила фільм, режисером якого буде Лука Гуаданьїно із Зендеєю, Джошом О'Коннором та Майком Фейстом у головних ролях. Зендея також виступила продюсером фільму. Актори пройшли місячне тренування із колишнім тенісистом й тренером Бредом Гілбертом.
Основні знімання розпочались 3 травня 2022 року у Бостоні — там відбувся кастинг місцевих жителів на ролі тенісистів, статистів й дублерів. Самі зйомки проходили у районах Бек-Бей та Іст-Бостон, які завершилися 26 червня 2022 року. Оператором виступив Сайомбху Мукдіпром, який до цього працював із Гуаданьїно над фільмами «Назви мене своїм ім'ям» (2017) і «Суспірія» (2018).
Призначену на 11 серпня 2023 року прем'єру тричі переносили. Спершу у відповідь на страйк акторів на 15 вересня 2023, а потім — на 2024 рік. Прем'єра відбулась 24 березня 2024 року у Сіднеї.

## Критика
На сайті «Rotten Tomatoes» фільм має 88 % «свіжості» на основі 368 рецензій кінокритиків, із середньою оцінкою 8.1 бал із 10. На «Metacritic» фільм заробив 82 бали зі 100 можливих, на основі 64 рецензій.
За підсумками 2024 року «Суперники» обійняли 4 місце у компіляційному переліку найкращих фільмів року. Для визначення цього було проаналізовано понад 900 особистих списків найкращих фільмів року від світових кінокритиків.
Фільм був номінований на центральні премії «сезону кінонагород» за найкращу музику Трента Резнора-Аттікуса Росса та оригінальний сценарій Джастіна Куріцкіса, вигравши «Золотий глобус» і «Вибір критиків» у першій категорії. Попри це, в останній момент «Суперників» повністю проігнорувала Академія кінематографічних мистецтв і наук та їхня премія «Оскар». Критик Variety Деніел Д'Аддаріо припускає, що академіки не бажають мати справу з фільмами на секс-теми, як-то, окрім «Суперників», «Хороша погана дівчинка» та другий фільм Гуаданьїно 2024 року «Квір»: «Секс у цих стрічках і є сюжет — до тої міри, що глядачу, можливо, стане ніяково».